# Pentacentrus pulchellus
Pentacentrus pulchellus är en insektsart som beskrevs av Henri Saussure 1877. Pentacentrus pulchellus ingår i släktet Pentacentrus och familjen syrsor. Inga underarter finns listade i Catalogue of Life.